# Oliotius oligolepis
Oliotius oligolepis (Bleeker, 1853) è un pesce osseo d'acqua dolce appartenente alla famiglia Cyprinidae. È l'unica specie del genere Oliotius. Spesso noto con il sinonimo Puntius oligolepis o Barbus oligolepis anche se questo ultimo binomio appartiene ad una specie diversa.

## Distribuzione e habitat
Endemico di alcune isole indonesiane tra cui Sumatra. Vive in ambienti vari, ruscelli, laghi, fiumi. Introdotto in Colombia ha stabilito popolazioni naturalizzate.

## Descrizione
Misura fino a 5 cm.

## Alimentazione
Onnivoro, si nutre di invertebrati e piante.

## Acquariofilia
Comune negli acquari.